# Mělník
Mělník (in tedesco Melnik) è una città della Repubblica Ceca capoluogo del distretto omonimo, in Boemia Centrale.

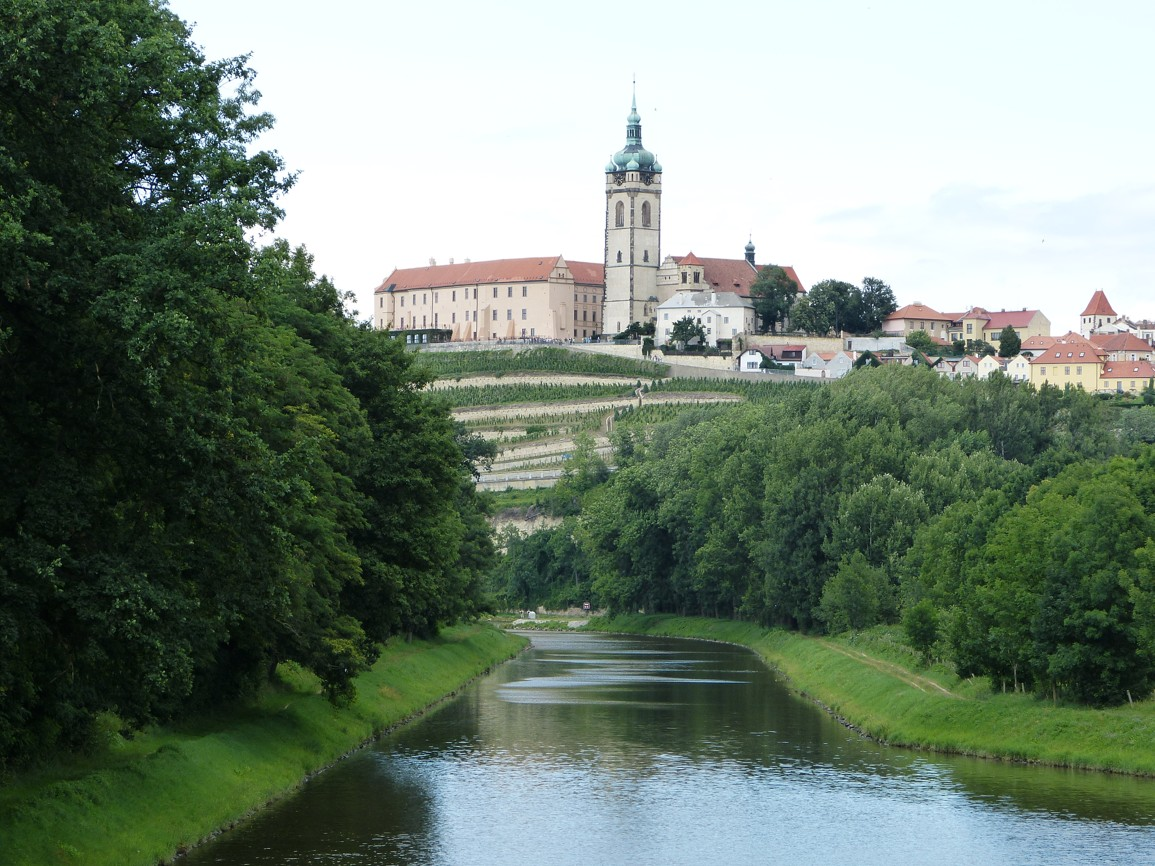
Il castello di Mělník, con i terrazzamenti per la coltivazione della vite

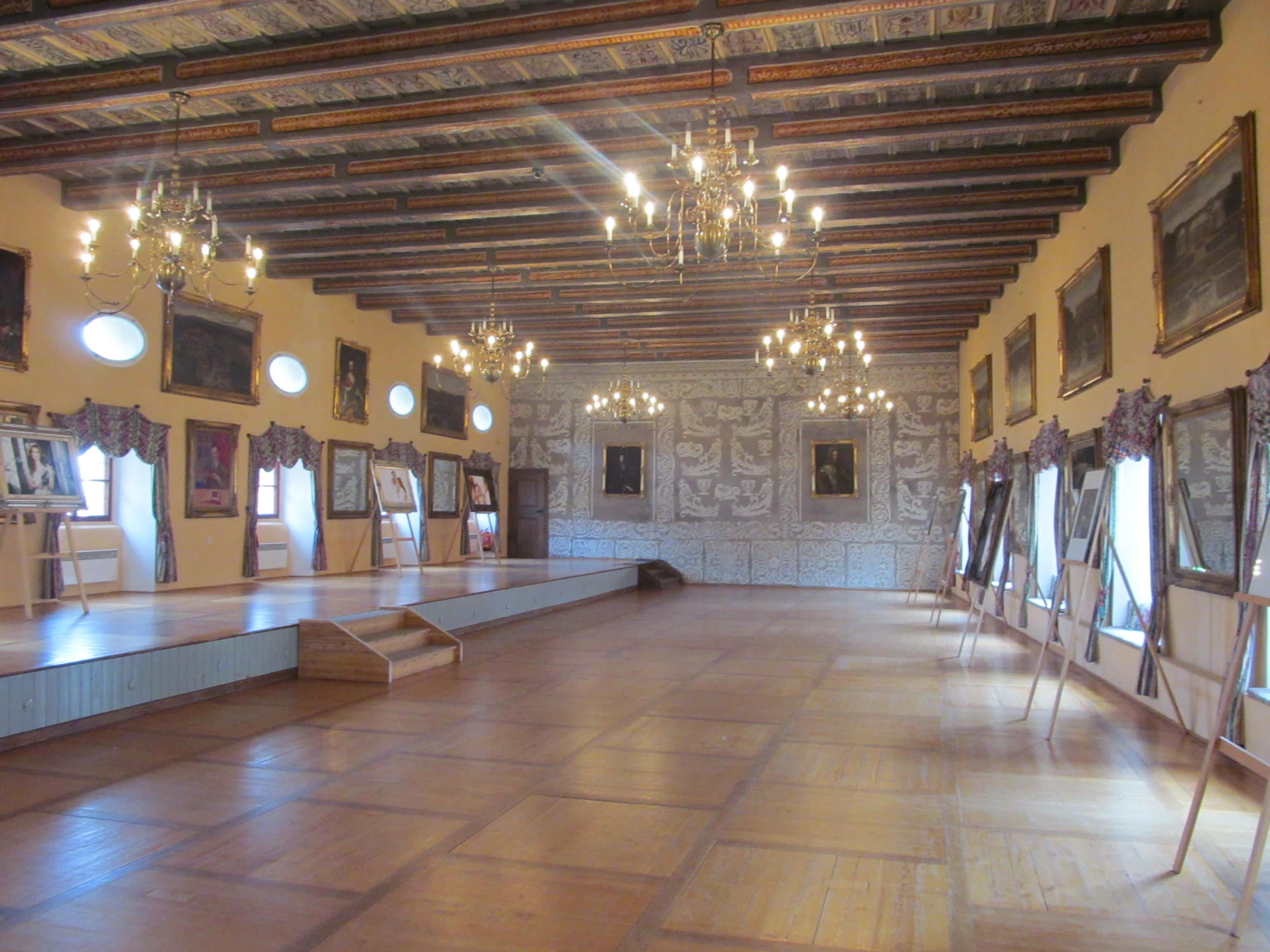
Un salone interno del castello

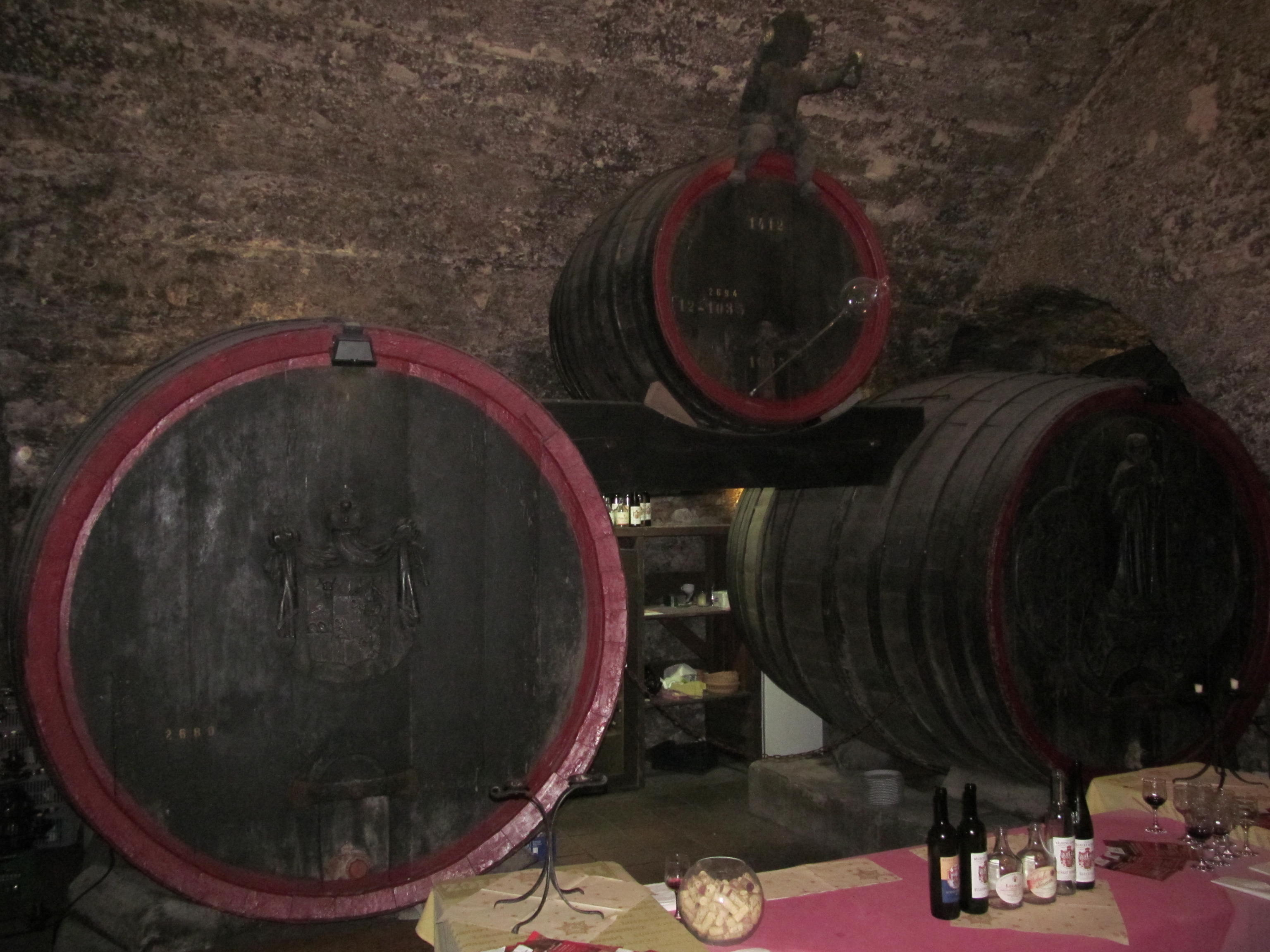
Botti nella cantina del castello

## Il castello
In centro alla città, proprio sopra la confluenza dei fiumi Moldava ed Elba, sorge il castello di Mělník.  Si tratta di una rocca delle regine e delle principesse di Boemia, fondato nel Medioevo e ricostruito nella seconda metà del XVI secolo come castello rinascimentale.
Dopo la nazionalizzazione del patrimonio artistico e culturale avvenuta negli anni della Repubblica Socialista Cecoslovacca, il castello è tornato in possesso della famiglia Lobkowicz, cui apparteneva dall'anno 1753.
All'interno sono visitabili gli ambienti storici, con collezioni di oggetti d'arte ed una esposizione di pittura barocca.
Il castello ospita anche una mostra permanente sulla viticultura. Al vino di Mělník è dedicato il ditirambo di Pietro Domenico Bartoloni Bacco in Boemia.

## Immagini della città

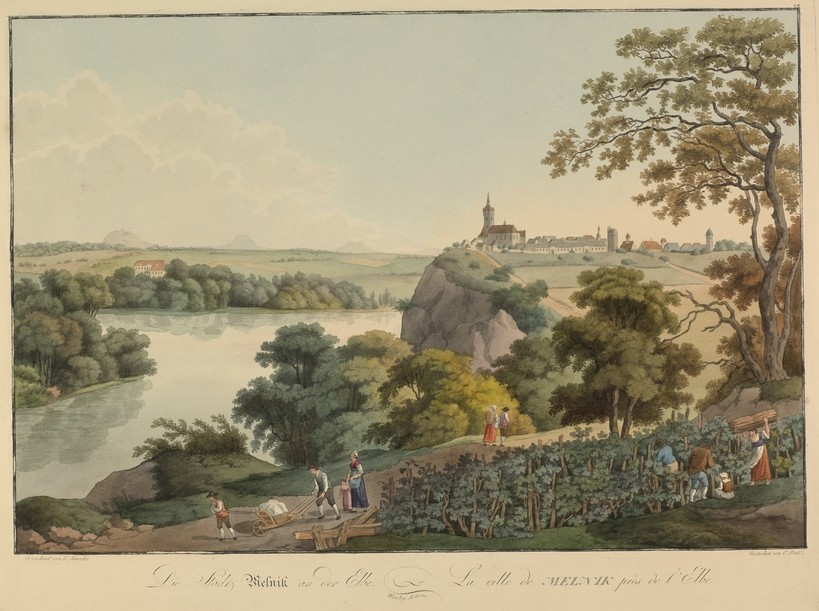
Il castello e la città in una stampa a colori del 1798
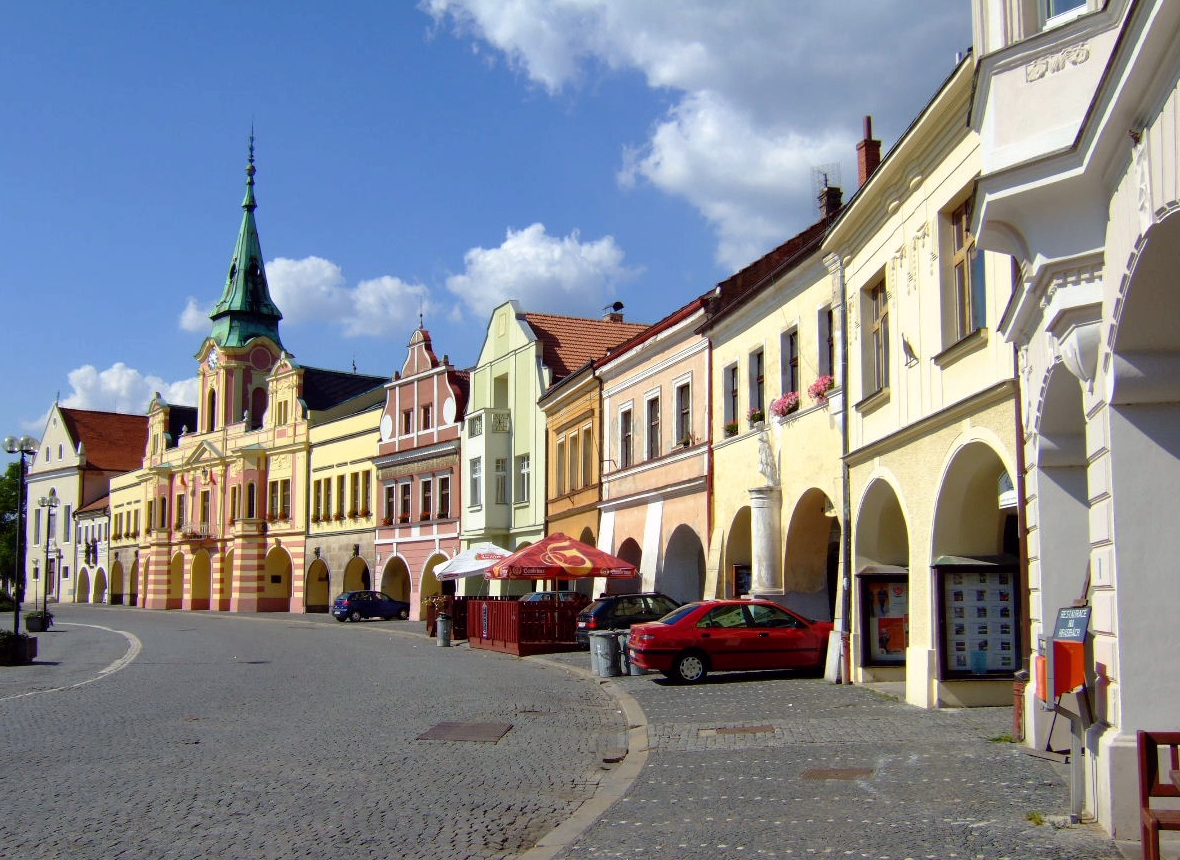
La zona centrale della città
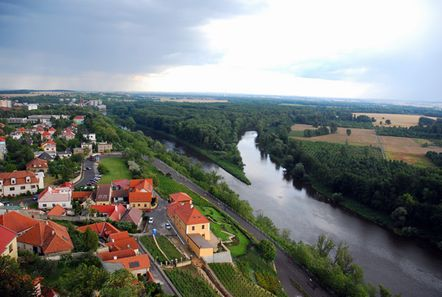
Confluenza della Moldava e dell'Elba